# Por trece razones (serie de televisión)
Por trece razones (en inglés, 13 Reasons Why, estilizada en la pantalla como TH1RTEEN R3ASONS WHY) es una serie de televisión estadounidense de misterio y drama adolescente producida por Selena Gomez, basada en la novela de 2007 Por trece razones de Jay Asher y adaptada por Brian Yorkey para Netflix. La trama gira en torno a una estudiante de preparatoria o secundaria que se suicida después de una serie de fracasos culminantes, provocados por individuos selectos dentro de su escuela. Una caja de cintas de casete, grabadas por Hannah antes de su suicidio, detalla las trece razones por las que decidió acabar con su vida.
Diana Son y Brian Yorkey son los showrunners de la serie. La primera temporada, y el especial «Por 13 razones: más allá de las razones», fueron emitidos en todo el mundo por la empresa de Netflix el 31 de marzo de 2017.
La serie recibió en gran parte críticas positivas de críticos muy importantes del mundo del entretenimiento y de los espectadores, que elogiaron su trama y su reparto, mayormente a sus dos protagonistas, Dylan Minnette y Katherine Langford. También ha atraído controversia sobre la representación gráfica tales como el suicidio y la violación, junto con otro contenido para adultos.
En mayo de 2017, se anunció que la serie fue renovada para la entrega de una segunda temporada que se estrenó el 18 de mayo del año 2018, y recibió críticas mixtas tanto de los críticos como del público. En junio de 2018, la serie se renovó para una tercera temporada que se estrenaría el 23 de agosto de 2019. La serie se renovó para una cuarta y última temporada que se estrenó el 5 de junio de 2020.

## Trama

### Primera temporada
Clay Jensen, un estudiante de 16 años, vuelve un día a casa desde la escuela para encontrar un paquete anónimo en la entrada de su casa. Al abrirlo, descubre que se trata de una caja de zapatos con 7 cintas de casete grabadas por cada cara, por la fallecida Hannah Baker, su compañera de clase que recientemente se mudó al vecindario. Las cintas fueron enviadas inicialmente a un compañero de clase llamado Tony con las instrucciones para pasar de un estudiante a otro, en el estilo de una carta en cadena. En las cintas, Hannah le explica a trece personas la forma en que jugó un papel en su muerte, dando trece razones para explicar por qué se quitó la vida. Hannah ha dado una segunda serie de cintas a uno de sus compañeros de clase, la identidad de quien Clay descubre más adelante, y advierte a las personas, en las cintas, que si no los pasan, el segundo set será filtrado a la totalidad de los estudiantes. Esto podría conducir a la vergüenza pública de algunas personas, mientras que otros podrían enfrentar cargos de acoso físico o tiempo en la cárcel. A través de la narración de audio, Hannah revela su dolor y el sufrimiento, acerca de cómo cae en la depresión que finalmente conduce a su muerte

### Segunda temporada
Meses después del suicidio de Hannah, Clay y las otras personas mencionadas en las cintas, así como amigos cercanos y miembros de la familia de Hannah, se ven envueltos en una batalla legal civil entre los padres de Hannah y Liberty High School. Alegando negligencia por parte de la escuela, la madre de Hannah persigue su percepción de la justicia, mientras lucha por recuperar su vida personal y superar la separación de su marido. La historia se desarrolla con narraciones que ilustran la historia de Hannah contada por quienes se presentan en la corte en el juicio.
Por otro lado, Clay se embarca en una investigación utilizando cualquier evidencia que pueda encontrar en un esfuerzo por impactar en el caso entre los padres de Hannah y la escuela esforzándose por exponer la cultura corrupta de la escuela secundaria y su favor a los deportistas ricos sobre el estudiante promedio, lo que compromete especialmente la integridad de las estudiantes como Hannah.

### Tercera temporada
Clay y sus amigos luchan para hacer frente al encubrimiento del tiroteo que Tyler trató de hacer en el Baile de Primavera, a la vez que lo ayudan a recuperarse. Mientras, una nueva alumna llega a la ciudad metiéndose rápidamente en las vidas de los estudiantes del Liberty High, especialmente en las de Clay y Bryce.
Sin embargo, las tensiones habidas por las agresiones sexuales cometidas por varios deportistas culminan en el Partido de Bienvenida del Liberty High, que acaba en el asesinato de Bryce Walker. La investigación sobre la muerte de Bryce amenaza con exponer sus secretos más oscuros.

### Cuarta temporada
Clay y sus amigos se están preparando para la graduación en el Liberty High School, pero antes de decir adiós, tendrán que guardar un secreto peligroso y enfrentar opciones desgarradoras que podrían afectar su futuro para siempre

## Reparto y personajes

### Principales
- Dylan Minnette como Clay Jensen, amigo cercano de Hannah que se obsesiona con descubrir lo que le sucedió en realidad en las dos primeras temporadas. Su salud mental y emocional es la historia fundamental de la temporada 4.
- Katherine Langford como Hannah Baker (temporadas 1–2; invitada en temporada 4), una adolescente cuyo suicidio y casetes de audio grabados provocan los eventos de la serie.
- Christian Navarro como Tony Padilla, el mejor amigo de Clay en Liberty High que intenta ayudarlo a lidiar con la muerte de Hannah. Antes de su muerte, Hannah le da a Tony los casetes de audio y lo responsabiliza por asegurarse de que todos en los casetes los escuchen.
- Alisha Boe como Jessica Davis, una estudiante que comienza a asistir a Liberty High al mismo tiempo que Hannah. Bryce la viola en la primera temporada, lo que la lleva a abrir un club de sobrevivientes de agresión sexual en el campus. Es elegida presidenta del cuerpo estudiantil en la tercera temporada.
- Brandon Flynn como Justin Foley, un estudiante de Liberty High que proviene de una familia abusiva y está en una relación con Jessica.
- Justin Prentice como Bryce Walker, un estudiante proveniente de una familia rica y el capitán del equipo de fútbol y el lanzador del equipo de béisbol en Liberty High.
- Miles Heizer como Alex Standall, estudiante de Liberty High, exnovio de Jessica y examigo de Hannah.
- Ross Butler como Zach Dempsey, un buen amigo de Justin y Bryce en Liberty High.
- Devin Druid como Tyler Down, un estudiante acosado en Liberty High y un ávido fotógrafo.
- Amy Hargreaves como Lainie Jensen, una abogada y madre de Clay que trabaja para la firma que representa a Liberty High en la demanda de los Baker.
- Derek Luke como Kevin Porter (temporadas 1–2; invitado en temporada 3), un consejero en Liberty High.
- Kate Walsh como Olivia Baker (temporadas 1–2; invitada en temporada 3), la madre de Hannah y la exesposa de Andy, que está decidida a descubrir la verdad sobre los acontecimientos que llevaron al suicidio de su hija.
- Brian d'Arcy James como Andy Baker (temporada 2; recurrente en temporada 1), el padre de Hannah y exesposo de Olivia.
- Grace Saif como Ani Achola (temporadas 3–4), una nueva estudiante en Liberty High, que tiene antecedentes penales desconocidos y se vuelve cercana de Clay y Jessica
- Timothy Granaderos como Montgomery de la Cruz (temporadas 3–4; recurrente en temporadas 1–2), un matón que es estudiante en Liberty High.
- Brenda Strong como Nora Walker (temporada 3; recurrente en temporada 2; invitada en temporada 4), la madre de Bryce.
- Mark Pellegrino como Bill Standall (temporada 4; recurrente en temporadas 1–3), un alguacil adjunto de Crestmont y el padre de Alex.
- Tyler Barnhardt como Charlie St. George (temporada 4; recurrente en temporada 3), un amable atleta en Liberty High que es amigo de Monty.
- Jan Luis Castellanos como Diego Torres (temporada 4), un líder carismático, agresivo y ferozmente leal de un equipo de fútbol dividido que lucha por comprender la pérdida de uno de los suyos.
- Deaken Bluman	como Winston Williams (temporada 4; recurrente en temporada 3), un estudiante en Hillcrest que se junta con Monty.
- Gary Sinise como Robert Ellman (temporada 4), un terapeuta familiar y compasivo, incisivo y sin sentido que trabaja para ayudar a Clay Jensen a combatir la ansiedad, la depresión y el dolor.

### Recurrentes
- Michele Selene Ang como Courtney Crimsen (temporadas 1–3; invitada temp. 4)
- Sosie Bacon como Skye Miller (temporadas 1–2)
- Steven Weber como Gary Bolan
- Henry Zaga como Brad (temporada 1)
- Steven Silver como Marcus Cole (temporadas 1–2)
- Tommy Dorfman como Ryan Shaver (temporadas 1–2, invitado temp. 4)
- Ajiona Alexus como Sheri Holland (temporadas 1–2)
- Keiko Agena como Pam Bradley (temporada 1, invitada temporada 2)
- Joseph C. Phillips como Greg Davis (temporadas 1–2 y 4; invitado temporada 3)
- Brandon Larracuente como Jeff Atkins (temporada 1; invitado temporada 2)
- Josh Hamilton como Matt Jensen
- Cindy Cheung como Karen Dempsey (temporadas 1–2; invitada temporada 3)
- Anna Zavelson como May Dempsey (temporada 1; invitada temporada 2)
- Andrea Roth como Noelle Davis (temporada 2; invitada temporada 1 y 4)
- Wilson Cruz como Dennis Vasquez (temporadas 2–3; invitado temporada 1)
- Anne Winters como Chlöe Rice (temporadas 2–4)
- Bryce Cass como Cyrus (temporadas 2–3; invitado temporada 4)
- Parminder Nagra como Priya Singh (temporada 3; invitada temporada 2 y 4)
- Chelsea Alden como Mackenzie (temporadas 2–3)
- Allison Miller como Sonya Struhl (temporada 2)
- Samantha Logan como Nina Jones (temporada 2)
- Kelli O'Hara como Jackie (temporada 2)
- Ben Lawson como Rick Wlodimierz (temporada 2)
- Jake Weber como Barry Walker (temporada 2; invitado temporada 3)
- Meredith Monroe como Carolyn Standall (temporadas 2–4)
- R.J. Brown como Caleb (temporadas 2–4)
- Bex Taylor-Klaus como Casey Ford (temporada 3)
- Nana Mensah como Amara Josephine Achola (temporada 3, invitada temporada 4)
- Benito Martinez como el Sheriff Diaz (temporadas 3–4)
- Hart Denton como Dean Holbrook (temporada 3)
- Marcus DeAnda como el señor de la Cruz (temporada 3)
- Raymond J. Barry como el señor Chatham (temporada 3)
- Austin Aaron como Luke Holliday (temporadas 2–4)
- Inde Navarrette como Estela de la Cruz (temporada 4)[9]
- Yadira Guevara-Prip como Valerie Diaz (temporada 4)

| Actor                  | Personaje              | Temporadas             | Temporadas             | Temporadas             | Temporadas             |                        |                        |
| Actor                  | Personaje              | 1                      | 2                      | 3                      | 4                      |                        |                        |
| Personajes principales | Personajes principales | Personajes principales | Personajes principales | Personajes principales | Personajes principales | Personajes principales | Personajes principales |
| ---------------------- | ---------------------- | ---------------------- | ---------------------- | ---------------------- | ---------------------- | ---------------------- | ---------------------- |
| Dylan Minnette         | Clay Jensen            | Principal              | Principal              | Principal              | Principal              |                        |                        |
| Katherine Langford     | Hannah Baker           | Principal              | Principal              |                        |                        |                        |                        |
| Christian Navarro      | Tony Padilla           | Principal              | Principal              | Principal              | Principal              |                        |                        |
| Alisha Boe             | Jessica Davis          | Principal              | Principal              | Principal              | Principal              |                        |                        |
| Brandon Flynn          | Justin Foley           | Principal              | Principal              | Principal              | Principal              |                        |                        |
| Justin Prentice        | Bryce Walker           | Principal              | Principal              | Principal              | Principal              |                        |                        |
| Miles Heizer           | Alex Standall          | Principal              | Principal              | Principal              | Principal              |                        |                        |
| Ross Butler            | Zach Dempsey           | Principal              | Principal              | Principal              | Principal              |                        |                        |
| Devin Druid            | Tyler Down             | Principal              | Principal              | Principal              | Principal              |                        |                        |
| Amy Hargreaves         | Lainie Jensen          | Principal              | Principal              | Principal              | Principal              |                        |                        |
| Derek Luke             | Kevin Porter           | Principal              | Principal              | Invitado               |                        |                        |                        |
| Kate Walsh             | Olivia Baker           | Principal              | Principal              | Invitada               |                        |                        |                        |
| Brian d'Arcy James     | Andy Baker             | Recurrente             | Principal              |                        |                        |                        |                        |
| Grace Saif             | Ani Achola             |                        |                        | Principal              | Principal              |                        |                        |
| Timothy Granaderos     | Montgomery de la Cruz  | Recurrente             | Recurrente             | Principal              | Principal              |                        |                        |
| Brenda Strong          | Nora Walker            |                        | Recurrente             | Principal              | Invitado               |                        |                        |
| Mark Pellegrino        | Bill Standall          | Recurrente             | Recurrente             | Recurrente             | Principal              |                        |                        |
| Tyler Barnhardt        | Charlie St. George     |                        |                        | Recurrente             | Principal              |                        |                        |
| Jan Luis Castellanos   | Diego Torres           |                        |                        |                        | Principal              |                        |                        |
| Deaken Bluman          | Winston Williams       |                        |                        | Recurrente             | Principal              |                        |                        |
| Gary Sinise            | Robert Ellman          |                        |                        |                        | Principal              |                        |                        |
| Personajes recurrentes |                        |                        |                        |                        |                        |                        |                        |
| Josh Hamilton          | Matt Jensen            | Recurrente             | Recurrente             | Recurrente             | Recurrente             |                        |                        |
| Steven Weber           | Gary Bolan             | Recurrente             | Recurrente             | Recurrente             | Recurrente             |                        |                        |
| Michele Selene Ang     | Courtney Crimsen       | Recurrente             | Recurrente             | Recurrente             | Invitada               |                        |                        |
| Matthew Alan           | Seth Massey            | Recurrente             | Recurrente             | Recurrente             |                        |                        |                        |
| Joseph C. Phillips     | Greg Davis             | Recurrente             | Recurrente             | Invitado               | Recurrente             |                        |                        |
| Cindy Cheung           | Karen Dempsey          | Recurrente             | Recurrente             | Invitada               |                        |                        |                        |
| Tommy Dorfman          | Ryan Shaver            | Recurrente             | Recurrente             |                        | Invitado               |                        |                        |
| Sosie Bacon            | Skye Miller            | Recurrente             | Recurrente             |                        |                        |                        |                        |
| Ajiona Alexus          | Sheri Holland          | Recurrente             | Recurrente             |                        |                        |                        |                        |
| Steven Silver          | Marcus Cole            | Recurrente             | Recurrente             |                        |                        |                        |                        |
| Keiko Agena            | Pam Bradley            | Recurrente             | Invitado               |                        |                        |                        |                        |
| Brandon Larracuente    | Jeff Atkins            | Recurrente             | Invitado               |                        |                        |                        |                        |
| Anna Zavelson          | May Dempsey            | Recurrente             | Invitado               |                        |                        |                        |                        |
| Henry Zaga             | Brad                   | Recurrente             |                        |                        |                        |                        |                        |
| Giorgia Whigham        | Kat                    | Recurrente             |                        |                        |                        |                        |                        |
| Wilson Cruz            | Dennis Vasquez         | Invitado               | Recurrente             | Recurrente             |                        |                        |                        |
| Andrea Roth            | Noelle Davis           | Invitada               | Recurrente             |                        | Invitada               |                        |                        |
| Meredith Monroe        | Carolyn Standall       |                        | Recurrente             | Recurrente             | Recurrente             |                        |                        |
| R.J. Brown             | Caleb                  |                        | Recurrente             | Recurrente             | Recurrente             |                        |                        |
| Anne Winters           | Chlöe Rice             |                        | Recurrente             | Recurrente             | Recurrente             |                        |                        |
| Austin Aaron           | Luke Holliday          |                        | Recurrente             | Recurrente             | Recurrente             |                        |                        |
| Bryce Cass             | Cyrus                  |                        | Recurrente             | Recurrente             | Invitado               |                        |                        |
| Chelsea Alden          | Mackenzie              |                        | Recurrente             | Recurrente             |                        |                        |                        |
| Jake Weber             | Barry Walker           |                        | Recurrente             | Invitado               |                        |                        |                        |
| Allison Miller         | Sonya Struhl           |                        | Recurrente             |                        |                        |                        |                        |
| Samantha Logan         | Nina Jones             |                        | Recurrente             |                        |                        |                        |                        |
| Kelli O'Hara           | Jackie                 |                        | Recurrente             |                        |                        |                        |                        |
| Ben Lawson             | Rick Wlodimierz        |                        | Recurrente             |                        |                        |                        |                        |
| Parminder Nagra        | Priya Singh            |                        | Invitado               | Recurrente             | Invitado               |                        |                        |
| Benito Martinez        | Sheriff Diaz           |                        |                        | Recurrente             | Recurrente             |                        |                        |
| Nana Mensah            | Amara Josephine Achola |                        |                        | Recurrente             | Invitada               |                        |                        |
| Bex Taylor-Klaus       | Casey Ford             |                        |                        | Recurrente             |                        |                        |                        |
| Hart Denton            | Dean Holbrook          |                        |                        | Recurrente             |                        |                        |                        |
| Marcus DeAnda          | El señor de la Cruz    |                        |                        | Recurrente             |                        |                        |                        |
| Raymond J. Barry       | El señor Chatham       |                        |                        | Recurrente             |                        |                        |                        |
| Inde Navarrette        | Estela de la Cruz      |                        |                        |                        | Recurrente             |                        |                        |
| Yadira Guevara-Prip    | Valerie Diaz           |                        |                        |                        | Recurrente             |                        |                        |

## Episodios
| Temporada | Temporada | Episodios | Episodios | Emisión original     | Emisión original     |
| --------- | --------- | --------- | --------- | -------------------- | -------------------- |
|           | 1         | 13        | 13        | 31 de marzo de 2017  | 31 de marzo de 2017  |
|           | 2         | 13        | 13        | 18 de mayo de 2018   | 18 de mayo de 2018   |
|           | 3         | 13        | 13        | 23 de agosto de 2019 | 23 de agosto de 2019 |
|           | 4         | 10        | 10        | 5 de junio de 2020   | 5 de junio de 2020   |

## Producción
Universal Studios compró los derechos cinematográficos de la novela el 8 de febrero de 2011, con Selena Gomez para interpretar el papel principal de Hannah Baker. El 30 de octubre de 2015, se anunció que Netflix estaba haciendo una adaptación televisiva del libro con Selena Gomez sirviendo como productora ejecutiva. Tom McCarthy fue contratado para dirigir los dos primeros episodios. La serie está producida por Anonymous Content y Paramount Television, con Gomez, Tom McCarthy, Joy Gorman, Michael Sugar, Steve Golin, Mandy Teefey y Kristel Laiblin como productores ejecutivos.
El rodaje de la serie tuvo lugar en las ciudades norteñas de California, Vallejo, Benicia, San Rafael, Crockett y Sebastopol durante el verano de 2016.
Había perros de terapia presentes en el estudio de grabación por el contenido intenso y emocional de la serie.
El 7 de mayo de 2017 se anunció que Netflix renovaría la serie para una segunda temporada. Una promo de la serie de corta duración se estrenó en las redes sociales, y se estrenó el 18 de mayo de 2018.

## Recepción

### Críticas
Desde su estreno la serie ha tenido críticas positivas, con gran parte de los elogios se ha dirigido a las actuaciones del elenco, dirección, historia, imágenes, mejoras sobre su material de origen, y el enfoque maduro a la fuente de origen oscura y adulta.
En Rotten Tomatoes, la serie tiene un índice de aprobación del 91% sobre la base de 32 comentarios, con una puntuación media de 7.33/10, y el consenso crítico del sitio dice lo siguiente: "13 Reasons Why complementa su popular material de origen con una emocionante mirada a la culpa de adolescente cuya narrativa madura contradice su medio de literatura juvenil". En Metacritic, la serie tiene una puntuación de 76 sobre 100, basado en 16 críticas, lo que indica "críticas generalmente favorables".
Jesse Schedeen de IGN alabó a Por 13 Razones, dándole un 9.2 sobre 10, "increíble", indicando que el programa es "una serie muy potente y contundente" y "se encuentra entre los mejores dramas de la escuela secundaria del siglo 21". Matthew Gilbert de The Boston Globe dio una crítica favorable para el espectáculo, diciendo que "el drama es sensible, siempre atractivo, y lo más importante, sin parpadear". Maureen Ryan de Variety afirma que el espectáculo "es, sin duda sincera, pero también es, en muchos aspectos importantes, de manera creativa con éxito" y lo llamó "visión simplemente esencial". Leah Greenblatt de Entertainment Weekly dio a toda la temporada una puntuación de B+, llamando al espectáculo «un diálogo franco, afectando auténticamente retrato de lo que se siente al ser joven, perdido y demasiado frágil para el mundo». Daniel Feinberg de The Hollywood Reporter también alabó el espectáculo, que calificó de "una pieza honorable madura de adaptación para jóvenes", llamando a su interpretaciones, la dirección, la pertinencia y la madurez como algunos de los puntos más fuertes de la serie.
Las actuaciones del elenco, particularmente de Katherine Langford como Hannah y Dylan Minnette como Clay, se mencionaron con frecuencia y ampliamente alabado en varias revisiones. Schedeen de IGN elogió el reparto, en particular las actuaciones de Minnette y Langford, diciendo: "Langford brilla en el papel principal... [y] encarna ese optimismo y esa profunda tristeza [de Hannah], así Dylan Minnette es, por diseño, mucho más estoico y un personaje reservado... y hace un buen trabajo en lo que es a menudo un papel difícil." Gilbert, de The Boston Globe alabó la química de Langford y Minnette, diciendo que "ver a estos dos jóvenes actores juntos es un placer", mientras que Schedeen de IGN también estuvo de acuerdo, diciendo que son "a menudo en su mejor momento juntos, canalizando simplemente el tipo adecuado de la química caliente pero incómoda que se espera de dos personas jóvenes que no pueden admitir bastante sus sentimientos el uno al otro".

### Reconocimientos
| Año  | Premio                            | Categoría                                        | Nominado(s)                        | Resultado | Ref.          |
| ---- | --------------------------------- | ------------------------------------------------ | ---------------------------------- | --------- | ------------- |
| 2017 | Gold Derby Awards                 | Interpretación del año                           | Katherine Langford                 | Nominado  | [ 22 ]        |
| 2018 | Golden Globe Awards               | Mejor actriz                                     | Katherine Langford                 | Nominado  | [ 23 ] [ 24 ] |
| 2018 | Guild of Music Supervisors Awards | Mejor musicalizador en Serie de Television Drama | Season Kent                        | Ganador   | [ 25 ]        |
| 2018 | Imagen Awards                     | Mejor actor– Televisión                          | Christian Navarro                  |           | [ 26 ]        |
| 2018 | MTV Movie & TV Awards             | Mejor programa de TV                             | 13 Reasons Why                     | Nominado  | [ 27 ]        |
| 2018 | MTV Movie & TV Awards             | Mejor actriz en drama                            | Katherine Langford                 | Nominado  | [ 27 ]        |
| 2018 | NAACP Image Awards                | Mejor director en Drama                          | Carl Franklin por "Tape 5, Side B" | Ganador   | [ 28 ]        |
| 2018 | People's Choice Awards            | Mejor show del 2018                              | 13 Reasons Why                     | Nominado  | [ 29 ]        |
| 2018 | People's Choice Awards            | Mejor drama de 2018                              | 13 Reasons Why                     | Nominado  | [ 29 ]        |
| 2018 | People's Choice Awards            | Mejor actriz en drama del 2018                   | Katherine Langford                 | Nominado  | [ 29 ]        |
| 2018 | People's Choice Awards            | Mejor show del 2018                              | 13 Reasons Why                     | Nominado  | [ 29 ]        |
| 2018 | Satellite Awards                  | Mejor Actriz en Drama                            | Katherine Langford                 | Nominado  | [ 30 ]        |
| 2018 | Satellite Awards                  | Mejor serie Drama                                | 13 Reasons Why                     | Nominado  | [ 30 ]        |
| 2018 | Television Academy Honors         | Televisión con Consciencia                       | 13 Reasons Why                     | Ganador   | [ 31 ]        |

## Controversias
El lanzamiento del programa de televisión causó preocupación pública sobre el riesgo de contagio suicida entre los adolescentes, particularmente en aquellos que tienen pensamientos suicidas.  La representación de contenido sensible como el suicidio adolescente, la autolesión, la violación y el acoso suscitó críticas, especialmente por su contenido gráfico, principalmente la escena en la que Hannah se suicida. Algunos investigadores y profesionales médicos sostienen que la serie violó las pautas para representar el suicidio en los medios de comunicación podría desencadenar comportamientos "imitativos" entre los estudiantes de secundaria y las personas vulnerables. Sin embargo, los académicos estudiaron la influencia de los medios sobre el suicidio durante décadas.  La evidencia actual para respaldar la existencia de una relación entre la exposición a los medios ficticios y los comportamientos suicidas sigue siendo débil y nunca se ha establecido una causalidad estricta.  El efecto que la ficción puede tener sobre los pensamientos y comportamientos suicidas es probablemente menor que el de otros factores de riesgo psicológicos y sociales para el suicidio.

### Críticas
Varios profesionales de la salud, educadores y defensores vincularon el programa con autolesiones y amenazas de suicidio entre los jóvenes.
El lanzamiento de 13 Reason Why las cuales correspondió cifras de 900,000 y 1.5 millones más de búsquedas de Google relacionadas con el suicidio en los Estados Unidos, incluido un aumento del 26% en las búsquedas de "cómo suicidarse", un aumento del 18% para "suicidarse" y un aumento del 9% para "cómo suicidarse". Después de un aumento inicial en las llamadas a Crisis Text Line después del primer episodio, hubo una reducción general en el volumen de llamadas de crisis para el resto de la serie. Aunque el vínculo entre la búsqueda de información sobre suicidio y el riesgo de suicidio no está claro, se observaron aumentos en los ingresos por autolesiones al hospital infantil.
Según los informes, el superintendente de las escuelas del condado de Palm Beach, Florida, dijo a los padres que sus escuelas habían visto un aumento en el comportamiento suicida y autolesivo de los estudiantes, y que algunos de esos estudiantes "han articulado asociaciones de su comportamiento de riesgo por la serie de Netflix".
El servicio de salud mental juvenil australiano para niños de 12 a 25 años, Headspace, emitió una advertencia a fines de abril de 2017 sobre el contenido gráfico presentado en la serie, debido al mayor número de llamadas al servicio después del lanzamiento de la serie en el país. Sin embargo, Netflix cumplió de manera demostrable con el sistema de clasificación de espectadores de Australia al calificar la serie como "MA15 +" cuando se transmitió a través de su propia interfaz. Acompañaron su presentación con advertencias adicionales y consejos de los espectadores, y se aseguraron de que las referencias de asesoramiento se incluyeran y no se saltaran fácilmente al finalizar cada episodio. Cada voz en off de advertencia es leída por un miembro del reparto diferente al final del episodio, con Katherine Langford leyendo en su acento nativo de Australia en sus voces en off.
En respuesta a la naturaleza gráfica de la serie y la alta tasa de suicidio juvenil de Nueva Zelanda, que fue la más alta entre los 34 países de la OCDE durante 2009 a 2012, la Oficina de Clasificación de Cine y Literatura del país creó una nueva clasificación, "RP18", que permite a las personas mayores de 18 años ver la serie solos y los menores tienen que verla con la supervisión de un padre o tutor.

### Respuesta de Netflix
Netflix respondió a las críticas agregando fuertes advertencias antes de los episodios noveno, duodécimo y decimotercero en la primera temporada, los dos primeros por agresión sexual y el último por la escena del suicidio. En julio de 2019, antes del lanzamiento de la tercera temporada, Netflix editó la escena del suicidio desde el final de la primera temporada. El episodio, como se mostró originalmente, tenía a Hannah en una bañera cortándose las muñecas.